# 家用伺服器
家用伺服器是一部裝置，通常是個人電腦或其他電腦，並連接著家用網路，以為家中的其他裝置提供服務。這些服務可以包括資源共享、媒體中心服務、網站服務、身份認證及網域控制。因為家用網路的電腦數量比較少，所以家用伺服器通常都不必使用最新及最快的硬體。如果要有檔案伺服器服務，則可能需要較大及較快的硬碟（SATA）及網路卡。另外建議有一套 UPS （即不斷電系統 ），防止斷電意外導致遺失資料。

## 作業系統
家用伺服器可以使用任何作業系統，有些可以不用圖形使用者介面（騰出更多資源做其他工作）而用命令列來進行日常管理工作，或經VNC或Webmin等程式來使用圖形使用者介面。
使用者可以購買Windows的額外授權來安裝在家用伺服器上，或者選用免費方案，如免費的Linux或BSD UNIX。它們可以以最少授權限制的方式安裝在任何數量的電腦上。

## 家用伺服器的用途

### 中央儲存
家用伺服器通常都會扮演網路儲存設備的角色，為所有使用者提供安全的檔案儲存服務，而且擁有存取控制管理。儲存在裡面的檔案可以經網路上任何系統在每日24小時、每星期7天任意存取（當然需要有適當的權限）。共用印表機的原理也大致相同。
如果檔案需要在網際網路上共用的話，則需要用上如FTP等的服務。

### 媒體共享
家用伺服器經常會用作提供多媒體內容，包括相片、音樂及影片到家中的其他裝置（甚至到網際網路上，見Place Shifting及Orb）。使用如DNLA的標準通訊協定，使用者可以在家中任何裝置存取媒體檔案。

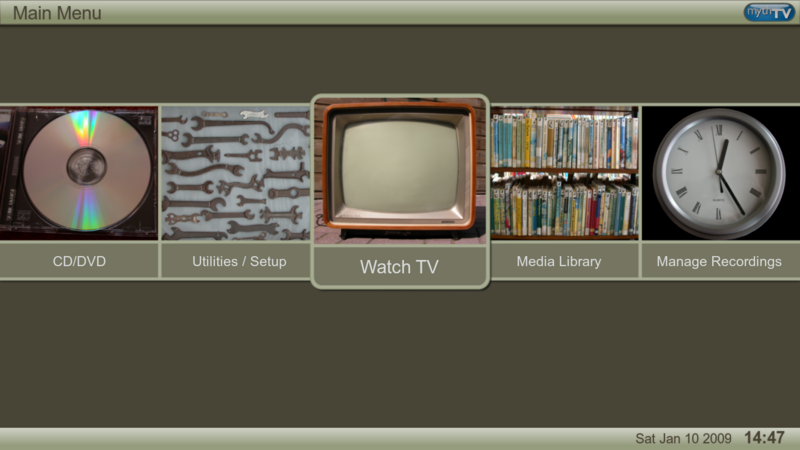
一般 MythTV 功能表

而在Linux的伺服器上，也有很多開放源程式碼（而且免費），功能完整，一站式的媒體分享軟體方案可供選擇。其中一個是LinuxMCE，它容許其他裝置伺服器上的其中一個硬碟影像，使它變成如機頂盒的應用方案。Asterisk、Xine、 MythTV（另一個媒體分享解決方案）、VideoLAN、SlimServer及其他開放源程式碼都完全整合，提供完整無縫的家庭劇場等體驗。如果使用專屬系統的話，那可能要花上約10萬美元（包括硬體及度身訂做的程式編寫）。.
在Apple的Macintosh伺服器（或點對點的終端）上，可以使用Front Row。

### 遠端存取

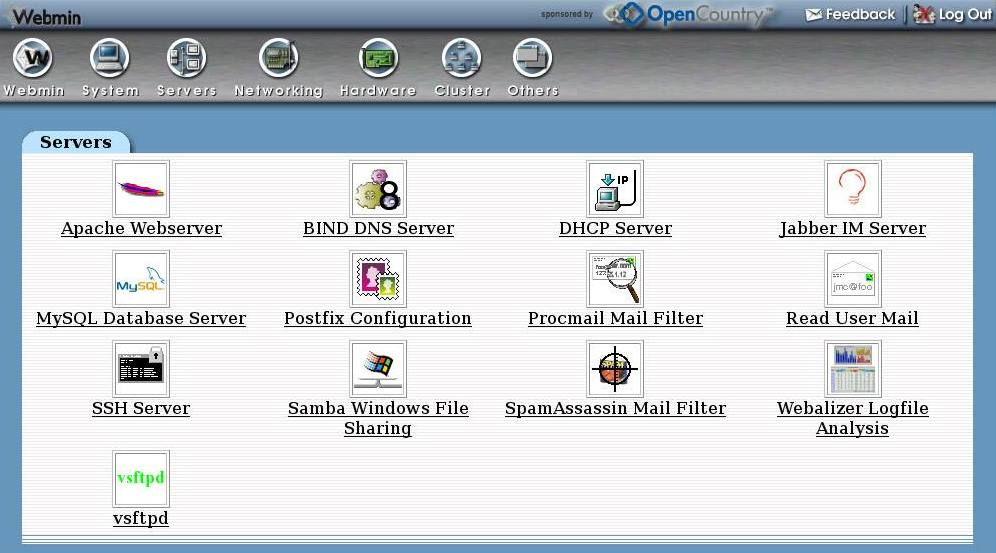
The Webmin Interface as it would appear in a standard browser.

網際網路上的裝置使用一些遠端管理程式的話，家用伺服器就可以提供遠端存取家中資源的方式。譬如，Windows Home Server提供網頁介面或 Remote Desktop來存取家用伺服器上的檔案。進階者甚至會使用VPN。
在Linux伺服器上，最有名的兩項工具（其實還有很多）是Virtual Network Computing（VNC）及Webmin。VNC容許遠端使用者看得見伺服器上的GUI桌面，就有如真的坐在伺服器前一樣。在伺服器的畫面不必真的有這個GUI；同時間甚至可以有多個「虛擬」桌面環境在執行。Webmin則容許使用者在一個簡單的網頁介面上，執行許多伺服器設定及維護的工作。兩者都可以設定成容許在網際網路任何地方連接。
伺服器也可以以文字模式作遠端存取，如Telnet及SSH通訊協定。

### 網站服務
一些使用者可以執行網頁伺服器來公開（或只在家中）分享檔案。另外一些人設立網頁，從家中直接服務在外的使用者，雖然可能違反服務供應商的合約。部分網路伺服器會使用非標準得連接埠來避免服務供應商得連接埠封鎖。最多人使用的網頁伺服器是Apache。它容易設定、具彈性、免費，而且可在大部分作業系統中執行。

### 電子郵件
很多家用伺服器都執行電郵伺服器來處理自己網域的電子郵件。這樣做可以容許比商用電郵服務更大的郵箱容量。而且由於伺服器位於家中，比存取遠端的電郵服務更快。這樣也是保留私隱的好方法，因為電子郵件不會留在別的伺服器，可避免被某些系統管理員見到。

### BitTorrent
利用BitTorrent傳輸協定下載及分享檔案的最佳方法，是使用家用伺服器，因為家用伺服器會可以在數日甚至數星期不關機，不會引致傳輸中斷，現在有很多為此而產生的軟件，諸如命令行介面式的rTorrent或網頁介面式的TorrentFlux。另外 BitTorrent 也可以用來在頻寬較小的網際網路上分享大型檔案。

### Gopher
Gopher 通訊協定是已一項不常用並且過時的服務，它是在1990年代HTTP通訊協定通用前出現的。那些至今仍存在的gopher伺服器，很多都是在家中使用如PyGopherd及Bucktooth的gopher伺服器。

### 家居自動化
家居自動化需要家中擁有一件每天二十四小時運作的設備，而其控制器一般都設在家用伺服器中運行。

### 保安監察
可以作為成本相對較低的閉路電視數碼影像紀錄方案，把攝錄機拍下的影像錄到家用伺服器裡，並且可以在個人電腦或家裡其他裝置中翻看，協助家居保安。

### 家庭用應用程式
家用伺服器可以裝有全家使用的應用程式，如家庭日曆、需做清單或留言板。

### 家用伺服器作業系統
- BSD UNIX
- Linux
- Windows Server

### 家用伺服器技術
- 主從式架構
- 檔案伺服器
- 家用電腦
- 家用網路
- 網絡附加儲存
- 住宅网关

### 媒體共享軟件
- LinuxMCE
- MythTV

### 伺服器軟件
- 網頁伺服器比較
- MySQL
- PHP
- List of mail servers
- FTP伺服器列表
- Samba